# L'altre costat de la vida
L'altre costat de la vida (Sling Blade en versió original) és una pel·lícula independent de Billy Bob Thornton produïda per la societat The Shooting Gallery i distribuïda per Miramax el 1997. Explica, en un to tragicòmic, la història d'un disminuït psíquic lleuger, Karl, a l'Amèrica profunda i el seu èxit va fer conèixer el seu autor. Ha estat doblada al català.

## Argument
Durant la seva infantesa, Karl ha estat maltractat pels seus pares, dos fanàtics religiosos que igualment el van obligar a desfer-se del cos del seu petit germà. Als dotze anys, sorprenent la seva mare i el seu amant, els mata amb una falç. És enviat a un internat, en companyia de psicòpates com Charles Bushman que li expliquen en detall les seves atrocitats.
És alliberat vint-i-cinc anys més tard i torna a Millsburg; el director de l'internat, Jerry Woolridge, li ha trobat una feina al taller de Bill Cox. S'integra dins de la comunitat per la seva discreció i el seu talent de mecànic, i fa amistat amb Frank Wheatley, la mare del qual, Linda, treballa al supermercat de Vaughan Cunningham, homosexual havent fugit de la reprovació familiar.
Franck acull Karl a casa seva, que se sent còmode en aquesta nova família, malgrat la maldat del sogre de Franck, Doyle Hargraves. Prova fins i tot una aventura sentimental amb Melinda, una companya de Linda.
Però Doyle, alcohòlic frustrat i violent, arrenca a Linda la promesa de casar-se amb ell i vexa Franck. Desitja a més a més que Karl buidi el lloc com més aviat millor, cosa que aquest últim no pot suportar: marxar i deixar els seus amics a mans d'aquest innoble individu. Executa fredament Doyle amb una fulla de tallagespa i torna a l'internat per la resta dels seus dies, l'anima en pau, havent confiat la seva «família» a mans de Vaugham.

## Repartiment
- Billy Bob Thornton: Karl Childers
- Dwight Yoakam: Doyle Hargraves
- J.T. Walsh: Charles Bushman
- John Ritter: Vaughan Cunningham
- Natalie Canerday: Linda Wheatley
- Lucas Black: Frank Wheatley
- James Hampton: Dr. Jerry Woolridge
- Robert Duvall: Frank Childers
- Rick Dial: Bill Cox
- Brent Briscoe: Scooter Hodges
- Christy Ward: Melinda
- Jim Jarmusch: El venedor de gelats
- Sarah Boss, Kathy Sue Brown, Wendell Rafferty…

## Al voltant de la pel·lícula
- "Sling Blade" és una expressió anglesa sobre una eina agrícola que es converteix en una arma mortal.
- La pel·lícula, en una atmosfera de l'Amèrica profunda ha estat completament rodada en un poble d'aquest tipus, prop de Malvern, la ciutat de la infantesa de Thornton, Benton, en Arkansas, a una trentena de quilòmetres al sud de Little Rock.
- Billy Bob Thornton va presentar al Festival de Sundance de 1994 el seu curtmetratge "Some Folks Call It a Sling Blade", corresponent a la primera mitja hora de Sling Blade, escrit per ell mateix però dirigida pel seu amic George Hickenlooper, amb l'objectiu d'atreure inversors per a un llargmetratge en projecte. Thornton va quedar satisfet però va refusar, com era previst, a Hickenlooper per dirigir la pel·lícula i ho va fer ell mateix, cosa que va vexar profundament el jove realitzador.
- La pel·lícula va permetre a la societat Miramax de refer-se del fracàs de Shine, de la qual no havien pogut obtenir els drets. Harvey Weinstein va comprar en efecte la pel·lícula per deu milions de dòlars, inèdit per a una pel·lícula independent en aquell temps.

## Parodies
- Durant la seva tercera temporada, Mad TV  va produir una paròdia autoritzada: ' Sling Blade 2: Judgment Day  (parodiant igualment Terminator 2). Hi van tornar durant la seva cinquena temporada amb una segona paròdia, Blades , barrejant el còmic Blade i Sling Blade , on Karl és un caçador de vampirs a l'Amèrica profunda.
- En l'episodi Servietsky de South Park, Cartman pronuncia algunes rèpliques de la pel·lícula, amb l'accent típic en referint-se a la mare de Stan («no ho hauria de fer, tot just és un noi»).

## Premis i nominacions

### Premis
- 1996: Premi especial del National Board of Review
- 1997: Oscar al millor guió adaptat per Billy Bob Thornton
- 1997: Premi Edgar Allan Poe a la millor pel·lícula
- 1997: Premi al millor primer llargmetratge dels Film Independent's Spirit Awards
- 1997: Premi al millor actor i Premi a la millor producció de la Screen Actor Guild
- 1997: Premi de la millor Adaptació de la Screen Guild of America

### Nominacions
- 1997: Oscar al millor actor per Billy Bob Thornton